# 費興湖
47°26′21″N 11°12′53″E / 47.43917°N 11.21472°E

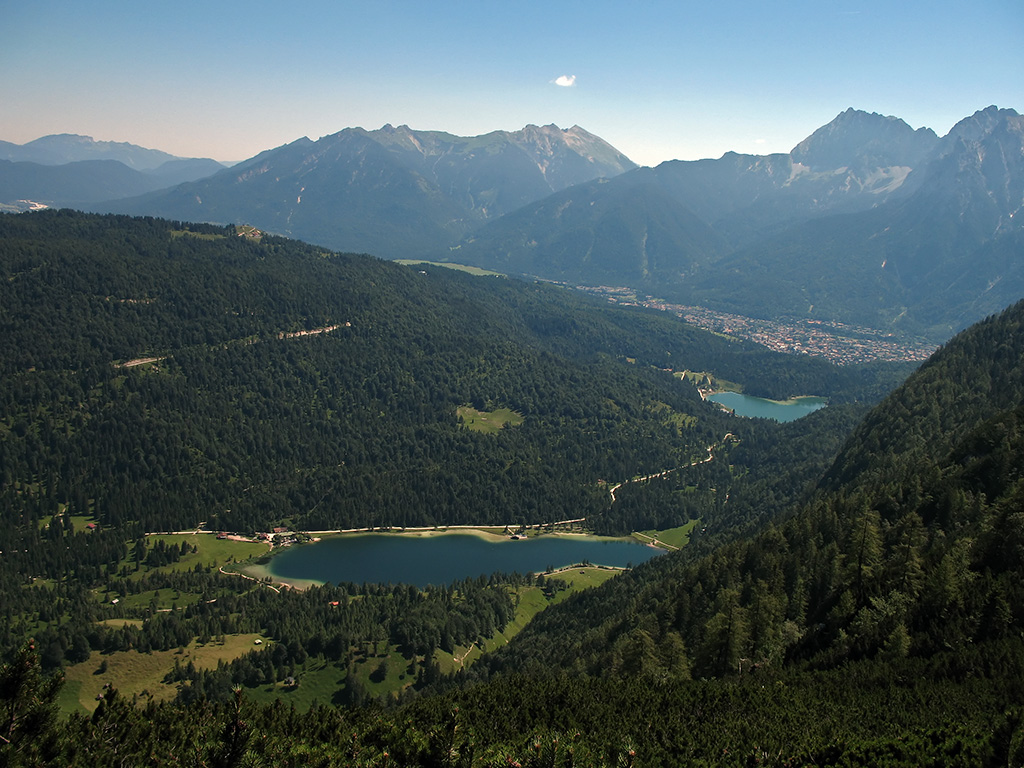

費興湖（德語：Ferchensee），是德國的湖泊，位於該國東南部，由巴伐利亞負責管轄，處於上巴伐利亞行政區，長0.6公里、寬0.2公里，面積0.1平方公里，海拔高度1,060米，平均水深7.9米，最大水深19.2米，水體容量85萬立方米。